# Świat bez książąt
Świat Bez Książąt (ang. A World Without Princes) – amerykańska powieść fantasy dla młodzieży z 2014 napisana przez Somana Chainaniego. To druga książka z cyklu Akademia Dobra i Zła. Opowiada historię Sofii i Agaty, które wróciły do wioski Gawaldon, kończąc klątwę: kolejne dzieci nie będą już porywane. Agata potajemnie pragnie jednak dla siebie innego zakończenia, ponownie otwierając bramy do magicznego świata. Okazuje się wówczas, że szkoła zmieniła się w Akademię dla Dziewcząt i Chłopców, zmieniając bieg opowieści. Powieść ukazała się po raz pierwszy 15 kwietnia 2014 nakładem HarperCollins. Polska wersja ukazała się 1 lipca 2015 nakładem wydawnictwa Jaguar, w tłumaczeniu Małgorzaty Kaczarowskiej. Książka zdobyła pozytywne opinie krytyków. 

## Fabuła
Najlepsze przyjaciółki, Agata i Sofia, wracają do rodzinnego Gawaldonu, gdzie zostają powitane jako bohaterki. Podczas gdy Agata nie chce mieć nic wspólnego ze sławą, Sofia korzysta z nowo zdobytej popularności i organizuje liczne występy, aby uczcić ich powrót do domu i ucieczkę ze Szkoły Dobra i Zła. Na ślubie ojca Sofii, Agata nagle pragnie innego zakończenia swojej historii – takiego, w którym rozstaje z Tedrosem. Z tą myślą na miasto zaczynają spadać na miasto magiczne strzały z przyczepionymi wiadomościami, domagając się powrotu Sofii. Rozzłoszczeni mieszkańcy tworzą tłum, żądając, by oddano Sofię temu, kto jej poszukuje. Starszyzna miasta zgadza się ją chronić, ale potajemnie planuje przekazać ją rozwścieczonemu tłumowi. Agata zostawia Aofię samą w miejskim kościele, wierząc, że tam będzie bezpieczna.
Sofia zostaje zabrana do lasu otaczającego miasteczko, gdzie mieszkańcy wieszają ją na drzewie, a na jej piersi, jej krwią wypisano słowa „Weźcie mnie”. Pozostawiono ją tam na śmierć. Agata odnajduje Sofię, i obie uciekają, próbując uniknąć tłumu. Docierają do polany, przez którą biegnie linia kwiatów, i zauważają motyle próbujące im pomóc. Nieświadomie wsiadają do pociągu, który zmierza do Akademii Dobra i Zła.